# Renescure
Renescure (flämisch: Ruyscheure) ist eine französische Gemeinde mit 2.130 Einwohnern (Stand: 1. Januar 2022) im Département Nord in der Region Hauts-de-France. Sie gehört zum Arrondissement Dunkerque und ist Mitglied im Gemeindeverband Cœur de Flandre Agglo. Die Einwohner im historischen westflämischen Sprachgebiet Französisch-Flanderns werden Renescurois und Renescuroises genannt.

## Geografie

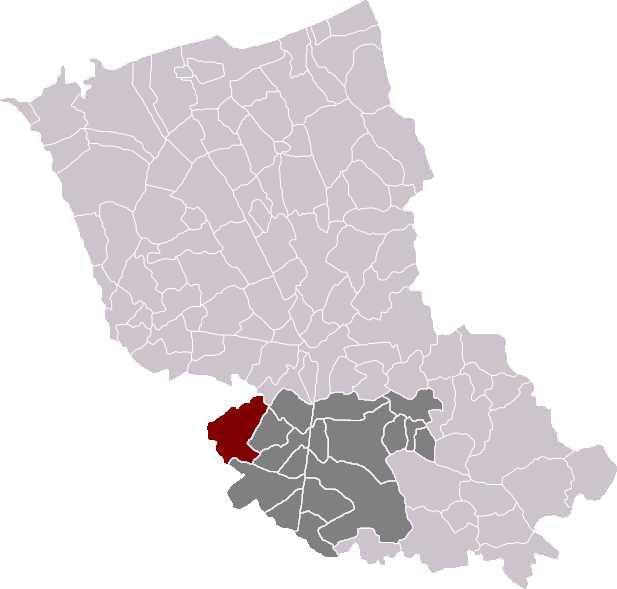
Lage von Renescure im Arrondissement Dunkerque

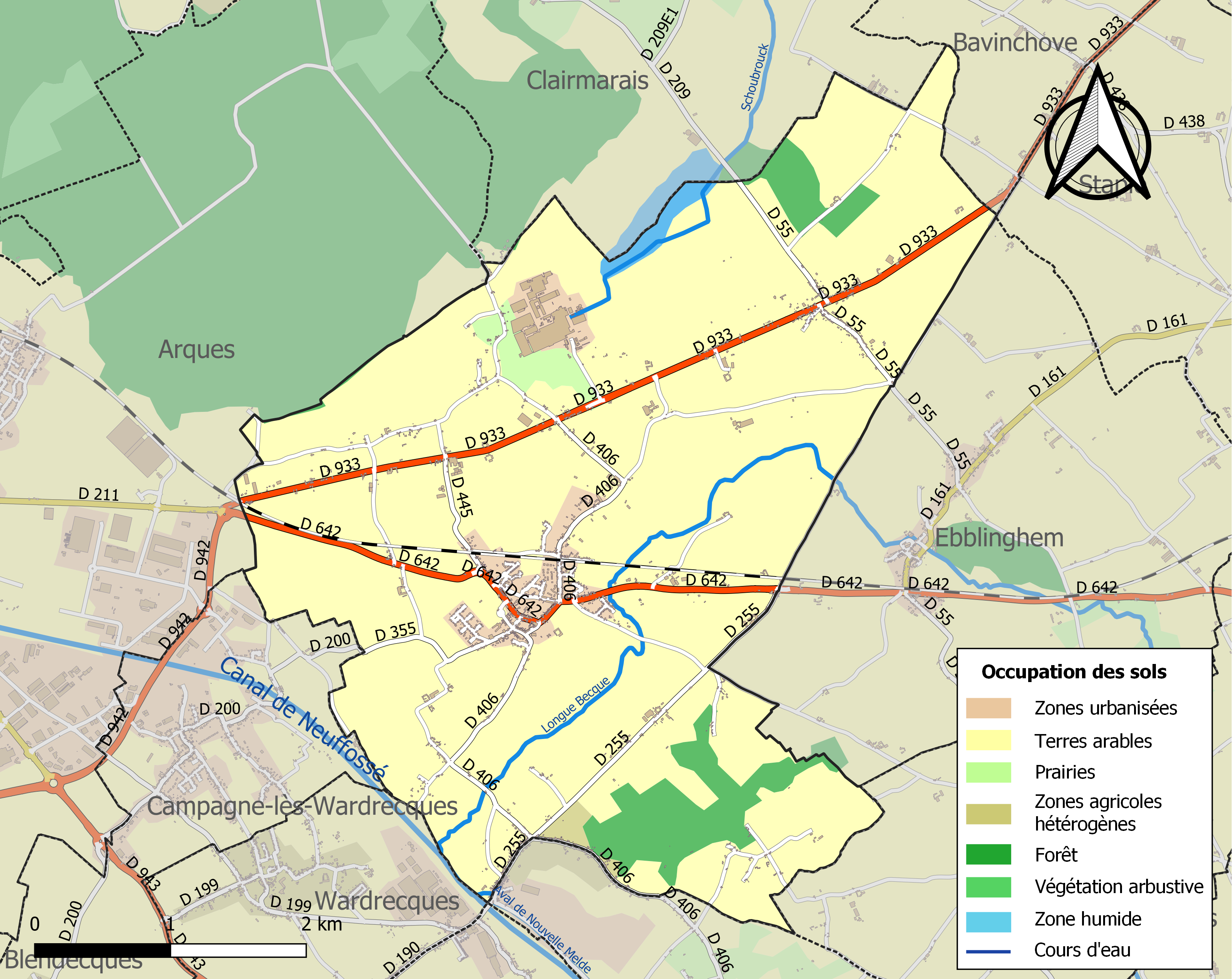
Bodennutzung, Hydrografie und Infrastruktur der Gemeinde (2018)

Renescure liegt etwa 34 Kilometer südlich von Dünkirchen und etwa 51 Kilometer westnordwestlich von Lille an der Grenze zum benachbarten Département Pas-de-Calais. Die Gemeinde befindet sich in der Région naturelle Houtland. Der Canal de Neuffossé berührt die Gemeindegrenze im Südwesten auf einem kurzen Abschnitt. Die Gemeinde wird durch den zeitweise trockenfallenden Amont de la Nouvelle Meldem der Becque des Crosses, dem zeitweise trockenfallenden Flüsschen Schoubrouck, der Longue Becque, dem zeitweise trockenfallenden Belle Vue, dem Flüsschen Becquerely und verschiedenen kleineren Bächen entwässert. Das Zentrum liegt auf einer Höhe von etwa 30 m. Das Gelänge fällt im Norden auf unter 20 m ab und steigt im Nordwesten auf etwa 55 m, im Südosten auf über 70 m Höhe an.
Teile des Gebiets von Renescure gehören zu den ZNIEFF-Naturzonen „Forêt domaniale de Clairmarais“ (310007008), „Le complexe écologique du Marais Audomarois et de ses versants“ (310013353) und „Bassin de Bonduelle et bois à l’Est“ (310030082). Rund 90 % der Fläche der Gemeinde werden landwirtschaftlich genutzt, rund 6 % sind bewaldet, rund 3 % entfallen auf bebaute Flächen (Stand: 2018).
Umgeben wird Renescure von den Nachbargemeinden Clairmarais (Pas-de-Calais) im Nordwesten und Norden, Bavinchove und Staple im Nordosten, Ebblinghem im Osten, Lynde im Südosten, Blaringhem im Südosten und Süden, Racquinghem (Pas-de-Calais) im Süden, Wardrecques und Campagne-lès-Wardrecques (beide Pas-de-Calais) im Südwesten sowie Arques (Pas-de-Calais) im Westen und Nordwesten.

## Geschichte
Der Name der Gemeinde leitet sich aus dem germanischen Hringawinis skūrjōn ab, was „Scheune des Hringawini“ bedeutet, wobei „Hringawini“ sich aus hringa (Ring) und wini (Freund) ableitet. Namensformen waren in der Folge „Reinguenescura“ (1096), „Ringwenscura“ (1168–1191), „Reenscure“ (1193), „Ringuinscura“ (1197), „Riugschura“ (1196), „Rewenescura“ (1197), „Ruenscure“ (1201), „Ruinschura“ (1203), „Reuinscura“ (1205), „Ruenescura“ (1211), „Ringuinescure“ (1218), „Riwenscura“ (1224), „Ruenescure“ (1225).
Am Ende des 11. Jahrhunderts muss das Dorf begonnen haben, sich zwischen einer kleinen Kirche und der Festung vor einer Burg zu organisieren, die heute das Rathaus ist. Renescure lag damals an der Grenze zwischen der Grafschaft Flandern und der Grafschaft Artois. Zur Markierung dieser Grenze wurde der Canal de Neuffossé gegraben. Renescure und seine Umgebung waren im gesamten Mittelalter ein stark militärisch geprägtes Gebiet. Heute gibt es noch den Bergfried einer Burg und auch einen Lieu-dit „le Fort Rouge“ (deutsch das Rote Fort), gelegen an der Grenze zwischen Renescure und Arques. Zu dieser Zeit war das Gebiet von Renescure in neun Herrschaften aufgeteilt. Das wichtigste war die Herrschaft „von Renescure“, die ihren Sitz in der Festung hatte. Sie gehörte zur inzwischen ausgestorbenen Familie „De Renescure“. Im 15. Jahrhundert verkauften die „De Renescure“ ihre Ländereien an die Familie de la Clyte.
Zuvor hatte einer der Seigneurs der Familie De Renescure, der einen Fehler begangen hatte, der Kirche als Vergebung Land für den Bau einer Abtei angeboten. Diese im 12. Jahrhundert erbaute Abtei wurde kurz nach der Französischen Revolution zerstört. Sie hieß Abbaye de la Woestyne und befand sich auf dem Gelände der heutigen Bonduelle-Fabrik. Heute sind nur noch eine Scheune und der Graben übrig, der einst das Kloster umgab. Den Mittelpunkt des Dorfes bildet auch das Schloss Zuthove aus dem 15. Jahrhundert, Sitz einer anderen Herrschaft.
Philippe de Commynes, geboren in Renescure unter dem Namen Philippe de la Clyte, ist zweifellos der berühmteste Charakter dieser Zeit für die Gemeinde. Er war nacheinander Berater am Hofe von Karl dem Kühnen (Graf von Flandern), Ludwig XI. und Karl VIII., Könige von Frankreich.
Nach der Schlacht an der Peene im Jahr 1676 wurde die Kastellanei von Cassel dem Königreich Frankreich angegliedert. Es bestand daher kein Grund mehr, in Renescure eine Festung zu unterhalten. Anschließend wurde die Burg in ein Lustschloss umgewandelt.
Renescure war während der unruhigen Zeit der Französischen Revolution relativ wenig betroffen. Die Aktivität des Dorfes entwickelte sich im 18. Jahrhundert. Die Familien Lesaffre und Bonduelle ließen sich in Renescure nieder und gründeten dort zunächst eine Brennerei. Mit der Ankunft der Eisenbahn im Dorf entwickelten sich die Aktivitäten gut und ab 1926 stellte Bonduelle seine erste Dose auf dem Gelände von Renescure her.
Während des Ersten Weltkriegs war das Dorf, das 20 Kilometer hinter der Front lag, nicht direkt betroffen. Trotz allem fielen 90 junge Renescurois auf den verschiedenen Schlachtfeldern. Der Zweite Weltkrieg und die deutsche Besatzung hinterließen im Dorf viele Spuren. Renescure, das ein Versorgungslager für V1 (rue du Bloemstraete) und eine Feuerstellung (beim Weiler Le Nieppe) beherbergte, wurde mehrmals bombardiert. Während dieses Konflikts wurde das Kulturerbe des Dorfes durch den Brand des Schlosses Philippe de Commynes, die Zerstörung des Schlosses Lesaffre und der Firma Bonduelle schwer beschädigt. Am Ende des Konflikts wurden auch drei junge Menschen erschossen. Straßen tragen heute ihre Namen: André Thorel, Gaston Robbe und André Coo. Der Ort ist nach Charles und Michel Stoven benannt, Widerstandskämpfern und Deportierten.
In den 1970er Jahren kaufte die Gemeinde die Ruinen des Schlosses Philippe de Commynes, um daraus das Rathaus zu machen.

## Bevölkerungsentwicklung
| Jahr                       | 1962 | 1968 | 1975 | 1982 | 1990 | 1999 | 2006 | 2013 | 2020 |
| Einwohner                  | 1803 | 1928 | 2071 | 2115 | 2221 | 2086 | 2039 | 2085 | 2140 |
| Quellen: Cassini und INSEE |      |      |      |      |      |      |      |      |      |

## Sehenswürdigkeiten
- Kirche Notre-Dame-de-l’Assomption aus dem 12. Jahrhundert, Umbauten aus dem 17. Jahrhundert
- Kirche Sacre-Cœur in Nieppe, Ende des 19. Jahrhunderts erbaut, derzeit aus Sicherheitsgründen geschlossen
- Kapellen Saint-Marant und Sacre-Cœur
- Schloss Philippe de Commines, heute Bürgermeisteramt, vorhandene Teile des früheren Schlosses sowie Kurtine seit 1981 als Monument historique eingeschrieben
- Schloss Zuthove, Fassaden und Dächer sowie Wassergräben und Nebengebäude seit 1946 als Monument historique eingeschrieben

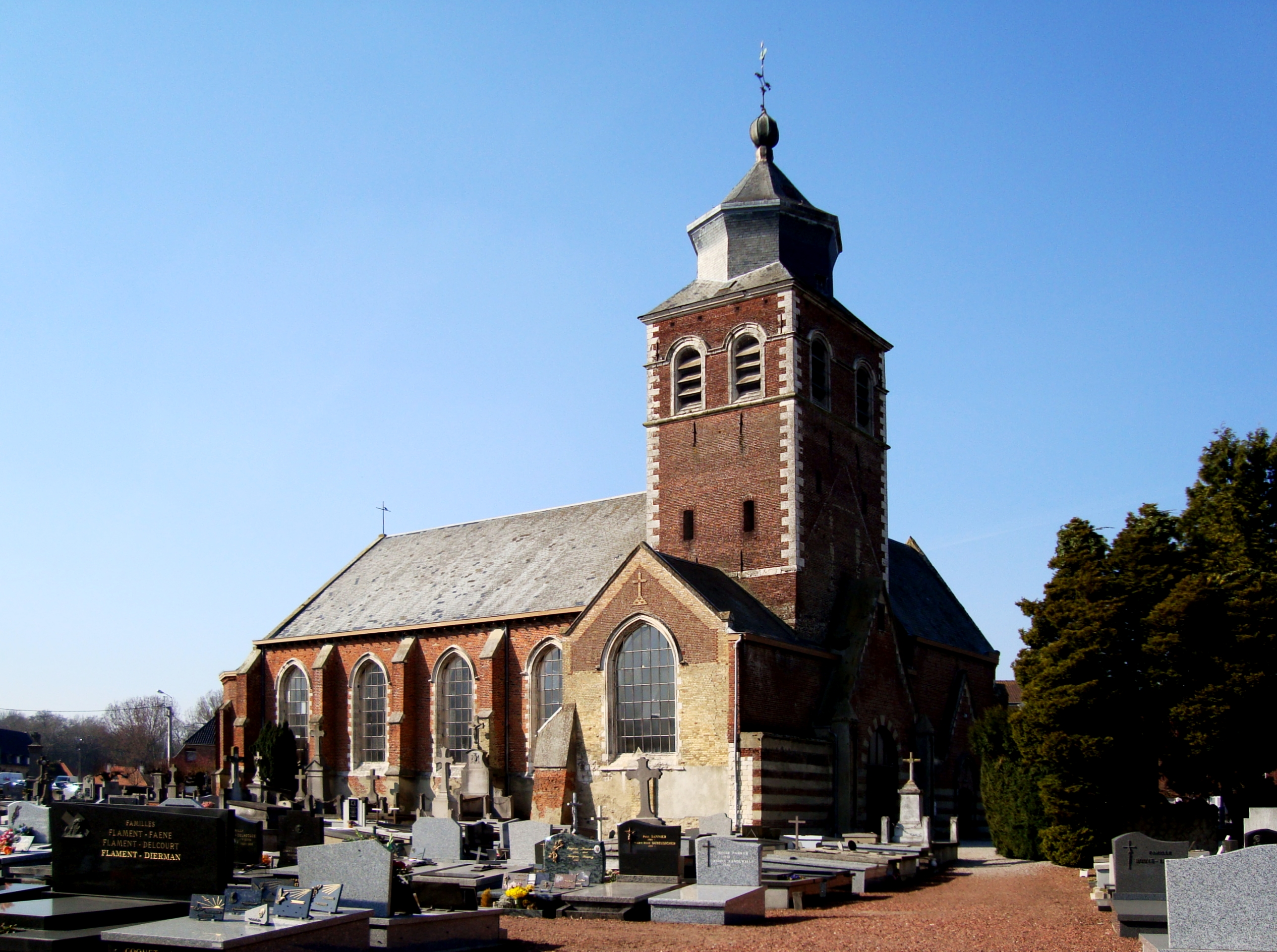
Kirche Notre-Dame-de-l’Assomption
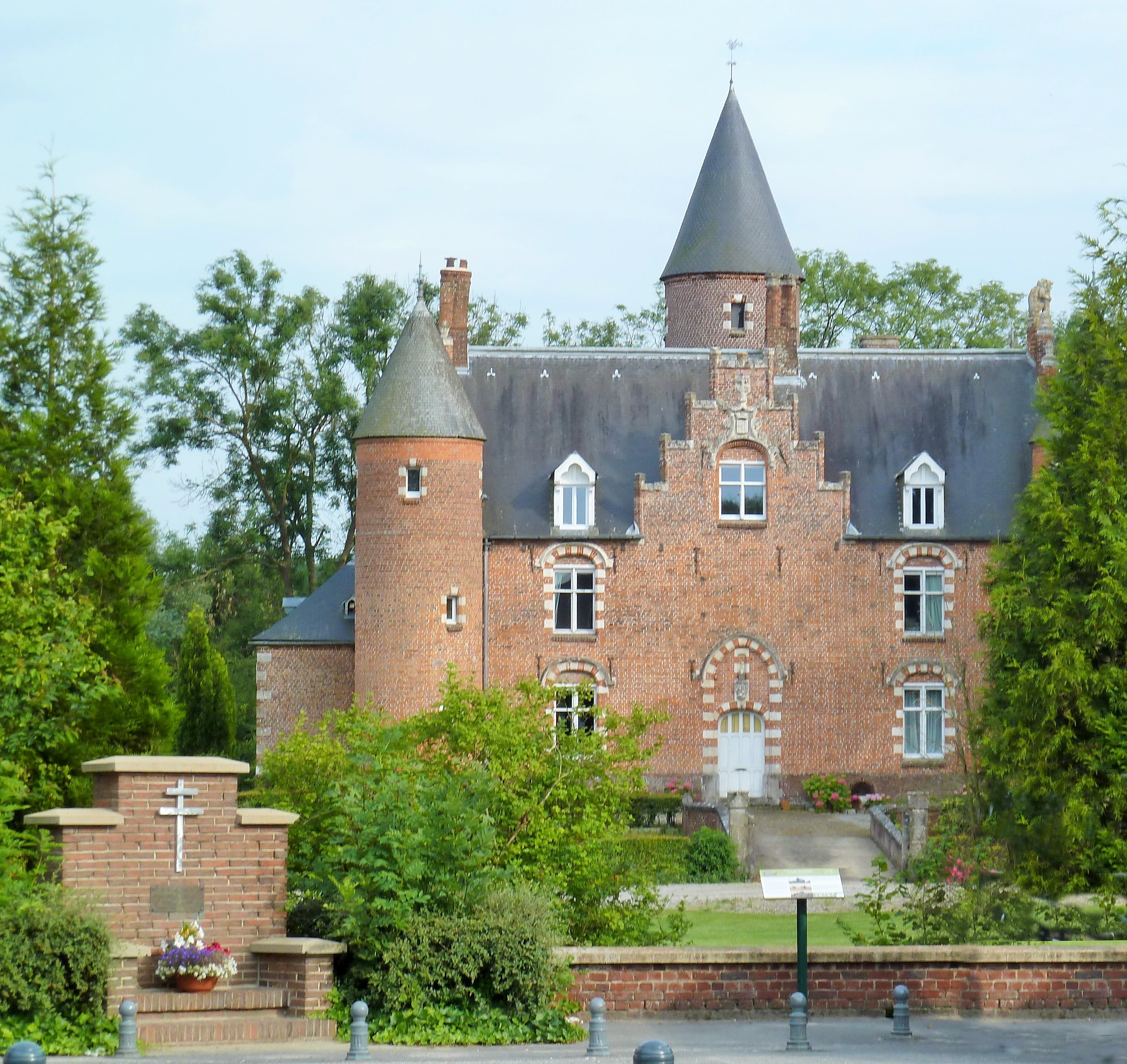
Schloss Zuthove

## Wirtschaft
Bedeutende Unternehmensstandorte der Gemeinde sind:
- BLANQUART SAS, Transport, Umzüge, Handel mit Erdölprodukten
- Draintech, Entwässerungsunternehmen
- ETS BONDUELLE, Gemüse in Konserven und Gefrorenes
- SAS TRANSPORTS CROQUELOIS, Nationale und internationale Transporte und Logistiklagerung
- WOSTIN, Hülsenfrüchte (außer Reis), Getreide und Ölsaaten

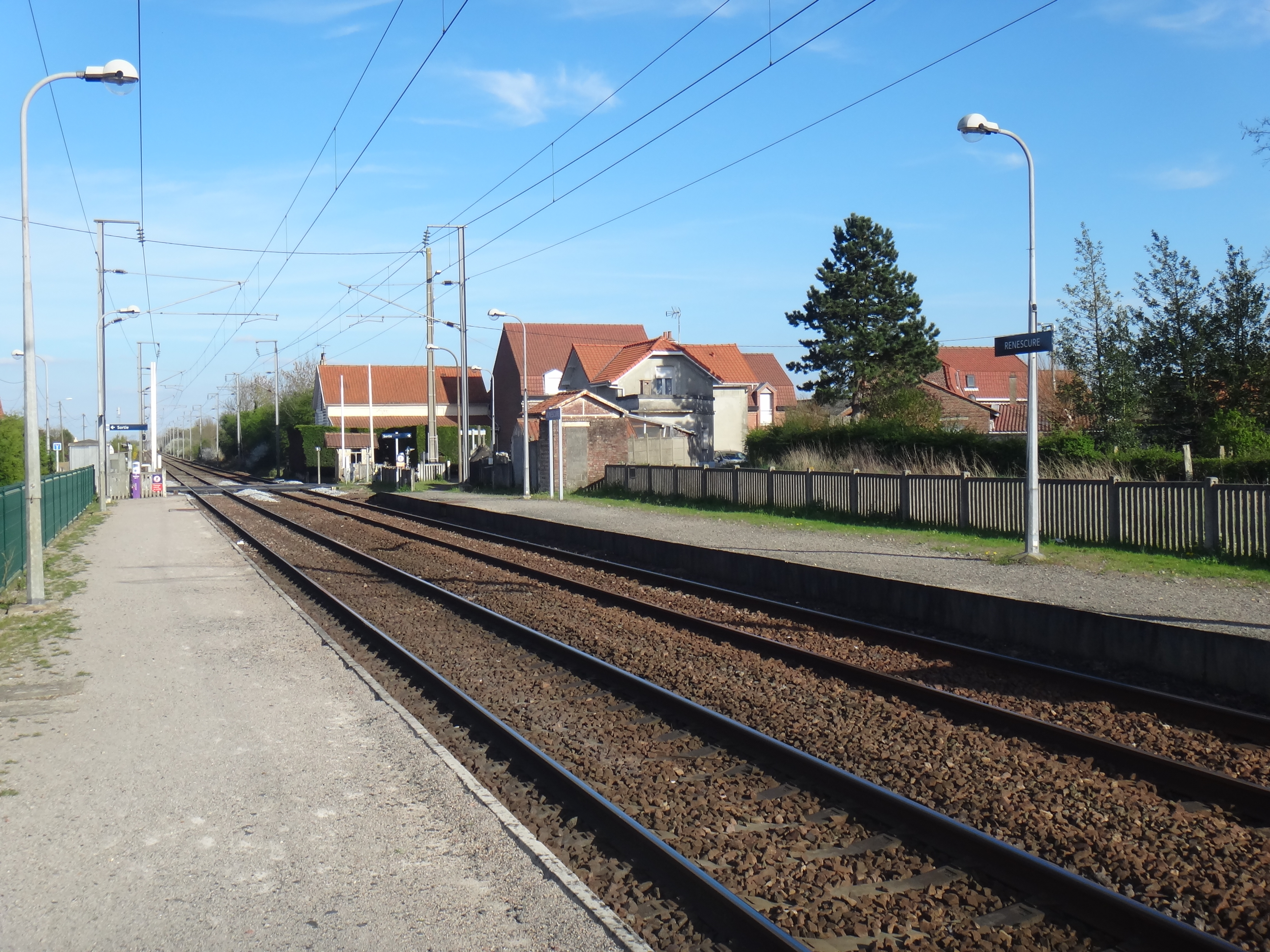
Haltepunkt von Renescure

## Verkehr
Die Departementsstraße D 933, die ehemalige Route nationale 42, von Boulogne-sur-Mer über Saint-Omer nach Bailleul über Cassel wird nördlich des Zentrums über Renescure geführt. Die Departementsstraße D 642 durchquert über einer anderen Trasse der ehemaligen Route nationale 42 das Gemeindegebiet von West nach Ost. Die nachgeordneten Departementsstraßen D 55, D 255, D 355, D 406, und D 455 sowie lokale Landstraßen komplettieren die Verbindungen zwischen dem Zentrum und den Weilern der Gemeinde und Nachbargemeinden. Busse einer Linie der Transportgesellschaft Arc-en-Ciel des Départements Nord verkehren zwischen Renescure und Hazebrouck.
Renescure besitzt einen Haltepunkt an der Bahnstrecke Lille–Les Fontinettes, der von Zügen von zwei Linien der TER Hauts-de-France bedient wird und die Gemeinde mit Calais und Arras über Hazebrouck verbindet.

## Persönlichkeiten
- Philippe de Commynes (1447–1511), Historiker und politischer Berater, geboren in Renescure
- Charles-Louis Hanon (1819–1900), französischer Pianist und Komponist, geboren in Renescure